# 新北市私立光仁高級中學
天主教光仁學校財團法人新北市光仁高級中學（英語：KuangJen Catholic High School）是比利时圣母圣心会（CICM） 於1967年在中華民國台北縣板橋鎮（今新北市板橋區）創立的一所私立完全中學。

## 校史
1967年6月，於台北縣板橋鎮埔墘里設立「台灣省台北縣私立光仁初級中學」。
1969年設立「音樂實驗班」，隔年設立高中部成為完全中學並更名為「私立光仁高級中學」，初中部改為附屬國中部。

## 部別

### 國中部
國中部有三個年級，每年級共七班。
有分為普通班(愛,仁,和班)、雙語班(忠,孝班)、音樂班(信班)、美術班(和班)、科學發明班(平班)、直升班(下學期 國三信,誠班)。

### 高中部
高中部有三個年級，每年級共六班。
有分為普通班(外考班)、音樂班(信班)和直升班(高一忠,孝,仁班)。

## 光仁國小
臺北市私立光仁國民小學又稱為光仁國小是位於台北市萬華區萬大路的一所私立國民小學，1956年由天主教比利時聖母聖心會所創辦，目前國小六年級後可以選擇直升光仁中學國中部。現任校長梁坤明。附設幼兒園。

## 歷任校長
| 任別     | 姓名   | 任期           |
| -------- | ------ | -------------- |
| 第一任   | 鄭秉禮 | 1967年－1988年 |
| 第二任   | 周繼文 | 1989年－1994年 |
| 第三任   | 蔡護瑜 | 1994年－1996年 |
| 第四任   | 戴志成 | 1997年－2002年 |
| 第五任   | 林山太 | 2002年－2005年 |
| 第六任   | 李立立 | 2005年－2012年 |
| 第七任   | 林沛英 | 2012年－2015年 |
| 第八任   | 江書良 | 2015年－2019年 |
| 第九任   | 陳盈盈 | 2019年－2023年 |
| 第十任   | 陳清煌 | 2023年－2025   |
| 第十一任 | 林聖翔 | 2025年－現任   |